# Gidara
Gidara (westsemitisch für Mauer, aramäisch Raqamatu) war eine Stadt im Altertum und Zentrum eines aramäisches Kleinkönigtums am Oberlauf des Chabur südwestlich von Mardin und nördlich von Guzana. Unter der Regentschaft des assyrischen Königs Tiglatpeleser II. (966–935 v. Chr.) verlor Assyrien die Stadt an das aramäische Arumu. Dennoch dürfte eine Abhängigkeit von Assyrien bestanden haben. Die Bevölkerung der Stadt war sowohl aramäisch als auch assyrisch.
Der letzte König der in assyrischen Quellen Temaniten genannten Aramäer war Muquru, dessen Herrschaft mit seiner Gefangennahme und der Eroberung der stark befestigten Stadt 898 v. Chr. durch den assyrischen König Adad-nirari II. (911–891 v. Chr.) endete. Muqurus Palast wurde geplündert, er selbst mit seinen Brüdern in Bronzefesseln nach Assur verschleppt.